# Chrysler Sebring
El Chrysler Sebring es un coche de tamaño medio, que fue vendido por Chrysler, desde 1995 hasta 2010.
El Chrysler Sebring se produjo en tres generaciones. La primera generación, de 1995 a 1999, estuvo disponible solo como cupé en su primer año. A partir de 1996 se lanzó la versión convertible. Los dos diseños de cuerpo no comparten muchos componentes ni tampoco de carrocería. La segunda generación, de 2000 a 2006, añadió un tercer modelo, el sedán de cuatro puertas. La producción del cupé se interrumpió después de 2005. La tercera generación se introdujo en 2007. Inicialmente estaba disponible solo como sedán, y la versión convertible se añadió en 2008.
Los modelos de Chrysler Sebring se exportaron a los mercados europeos. También se fabricaron en China y Rusia.
El Chrysler 200 reemplazó al Sebring comenzando con el modelo 2011.

## Primera generación (1995-2000)

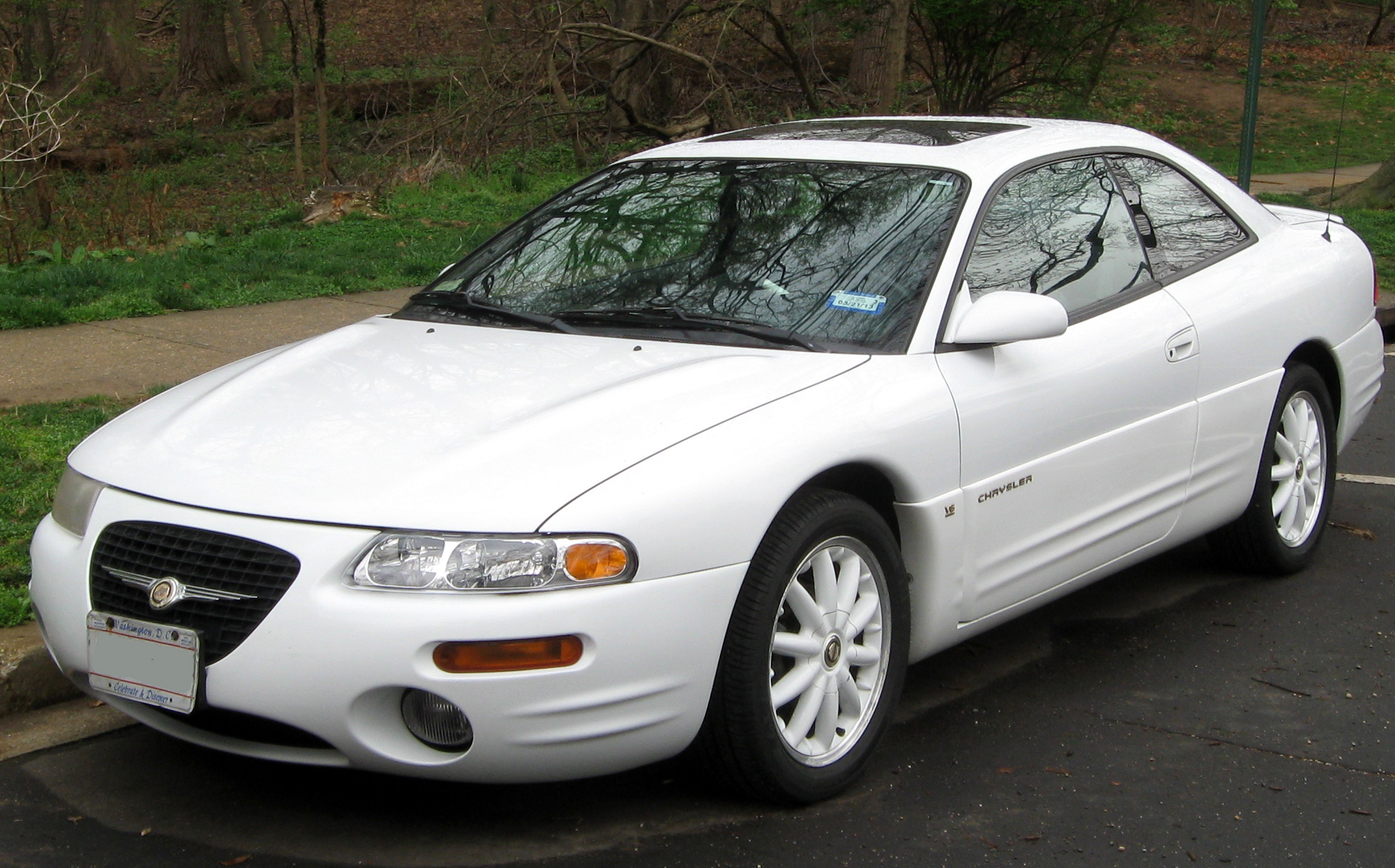
Chrysler Sebring de 1997

El Chrysler Sebring fue presentado como un coche cupé en el año 1995. Luego la versión convertible fue lanzada en 1996. Ambos modelos sustituyeron al Chrysler LeBaron. El convertible fue construido a partir de la plataforma del Chrysler JA, que también se utiliza para el Cirrus sedán. El cupé se basa en el Mitsubishi Eclipse. El Chrysler Sebring fue nombrado a razón de la ciudad de Sebring, Florida, donde se realiza la carrera de coches de resistencia conocida como 12 Horas de Sebring.

## Segunda generación (2000-2007)

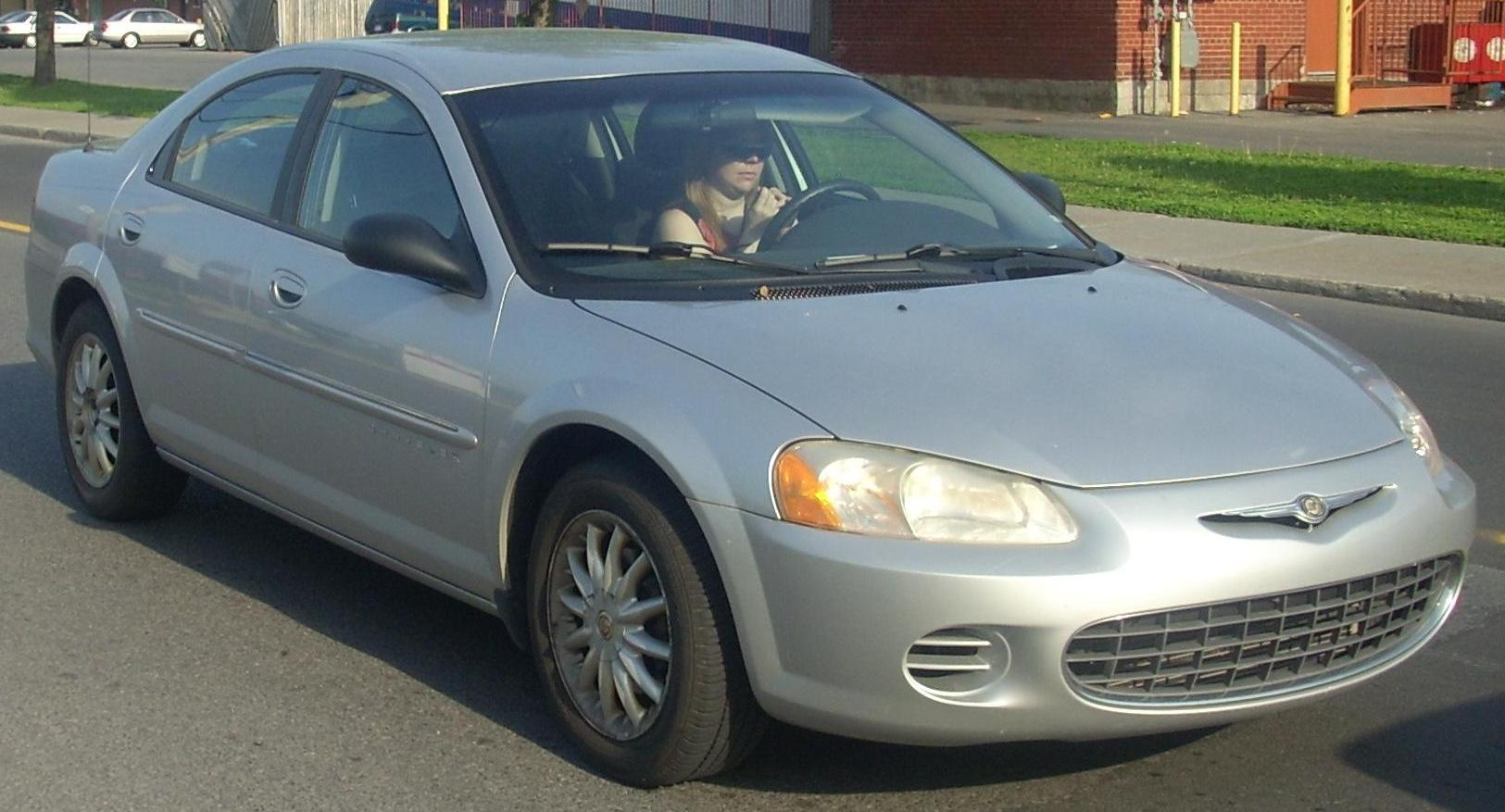
Chrysler Sebring de 2001

La carrocería tiene unas dimensiones grandes, poco usuales en los mercados europeos a pesar de que en la marca declaran haber seguido las tendencias de Europa a la hora de realizar el diseño. Mide 4.846 metros y tiene una distancia entre ejes de 2.7 metros.
Durante varios meses el Sebring coexistió con el Stratus, que finalizó su etapa comercial en España a finales de 2001. El nuevo modelo mejoró frente al Stratus en cualidades dinámicas, porque su carrocería tiene mayor rigidez torsional (un 13% más rígida en el sedán y 44% en el cabrio), suspensiones, frenos y dirección revisados. Tiene un antibloqueo (ABS) con gestión electrónica que detecta el frenado en curva y con un repartidor electrónico de frenada (EBD) que actúa de forma independiente sobre las cuatro ruedas.
En el mes de marzo de 2001, llegó la berlina con un motor 2.0 16 V de 142 CV y cambio automático ("Autostick"); para la variante manual de este motor hubo que esperar hasta el mes de noviembre.
En el mes de marzo de 2001, apareció el Sebring Cabrio. Tiene una carrocería todavía más larga que la berlina: 4.921 metros. Su enorme tamaño parece aportarle una habitabilidad poco frecuente entre los modelos descapotables, por encima de sus rivales: Saab 9-3 (4.63m), BMW Serie 3 (4.49 m), Volvo C70 (4.72 m) o Mercedes CLK (4.57 m). El Cabrio estaba disponible con los motores 2.0 16V o 2.7 V6, y con cajas de cambio manual o automática.
De la berlina había dos niveles de equipamiento, LE y LX, mientras que el modelo Cabrio se estructuró con acabados LX y Limited. Aire acondicionado, doble airbag frontal y lateral, control de velocidad de crucero, tapicería de cuero, asientos con reglaje eléctrico, radio con cargador de CD, llantas de aleación y ABS Plus son elementos de serie en las versiones modelos más equipadas. Se echa en falta un sistema de control de estabilidad, elemento que no estaba disponible ni en opción

## Tercera generación (2007-2010)

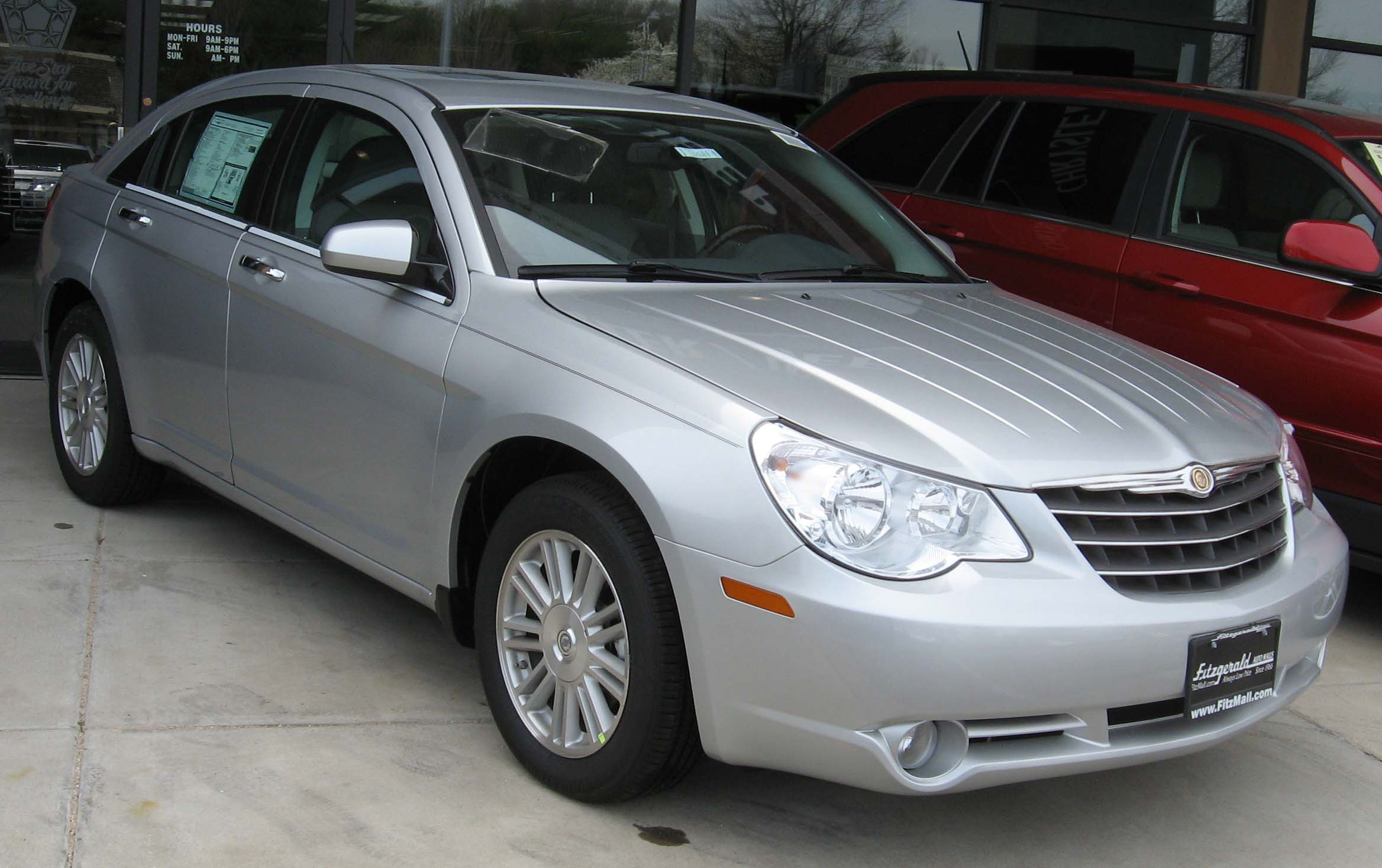
Chrysler Sebring de tercera generación

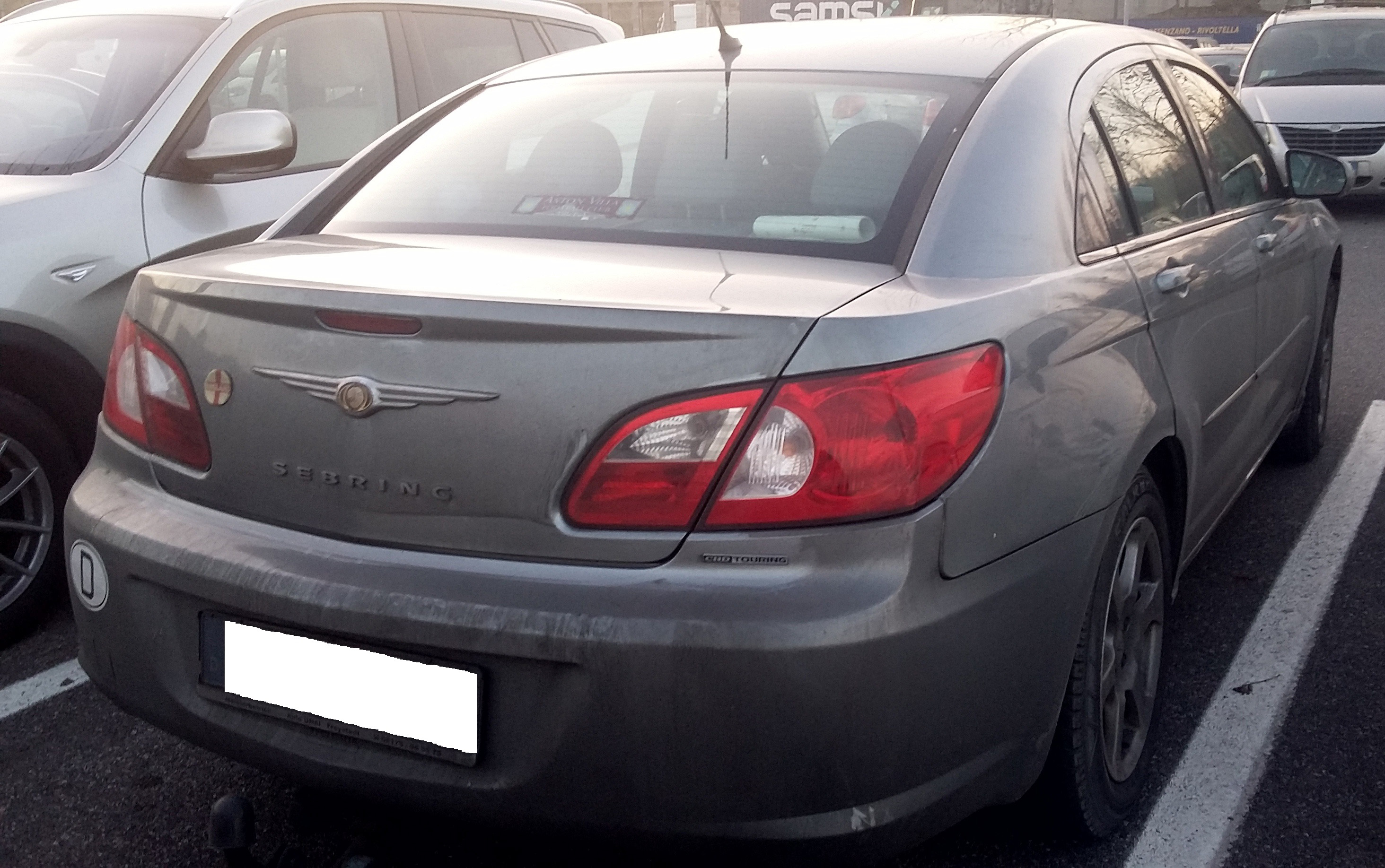
Chrysler Sebring de tercera generación, trasero

El Chrysler Sebring 200C estuvo a la venta en España desde 2007; es completamente nuevo, no una actualización del anterior Sebring. En el momento del lanzamiento habrá una carrocería de cuatro puertas. En julio, aproximadamente, también habrá dos versiones descapotables de dos puertas: una con techo rígido plegable y otra con techo de lona.
Inicialmente, la gama del Sebring 200C (que es la denominación de este modelo en España, no en otros países) está compuesta por una versión con motor diésel de 140 CV y una de gasolina de 156 CV. El primero está disponible con dos niveles de equipamiento, uno básico y otro más rico llamado Limited; el de gasolina únicamente lo está con el normal.
Es una berlina de tracción delantera y una longitud de 4.842 mm. Es decir, es ligeramente mayor que un Hyundai Sonata o un Chevrolet Épica (ambos de 4.8 m). Su longitud es prácticamente la misma que la de un BMW Serie 5 o un Volvo S80, pero su equipamiento y gama de motores corresponde a la de coches más pequeños y baratos, como un Ford Mondeo o un Opel Vectra.
El Sebring 200C Sedan 2.0 de 156 CV cuesta 24.260 €. La versión diésel 2.0 CRD tiene un precio de 25.100 € (27.800 la edición Limited), intermedio entre lo que cuestan modelos como el Hyundai Sonata o el Ford Mondeo y otros como el Alfa Romeo 159 o el Honda Accord.
Con respecto al anterior Sebring, ni la longitud total de la carrocería (4.846 mm frente a 4.842 mm el nuevo), ni la anchura (1.791 mm frente a 1.808 mm del nuevo) cambian apreciablemente. Lo que sí cambia es que el nuevo tiene una carrocería claramente más alta; es 104 mm más alto que el anterior (1.498 mm en total), lo que es normal en las berlinas de este tamaño.
La batalla también crece de 2.743 a 2.765 mm. Con todo, se caracteriza por ser más bien corta para la longitud del vehículo (teniendo en cuenta lo que era frecuente en el momento). El coeficiente de penetración CX de la carrocería es 0.331, que no es un dato bajo.
El Sebring 200C Sedan destaca por la anchura disponible, principalmente en las plazas traseras, aunque está pensado para que sólo dos personas ocupen estas plazas. El maletero es amplio, profundo, no muy alto y de formas irregulares.
El equipamiento de serie incluye el control de estabilidad, seis airbags, monitorización de la presión de los neumáticos, aviso del uso del cinturón de seguridad y sujeción para sillitas de niños. También tiene climatizador, programador de velocidad, ordenador, retrovisor interior de oscurecimiento automático, radio-cd compatible con MP3 (con conexión auxiliar) y llantas de 17".
Entre los elementos de equipamiento que puede tener opcionalmente hay un techo solar, una pantalla para las plazas traseras y un navegador con pantalla táctil de 6.5" con reconocimiento de voz para accionar diferentes funciones y reproductor de DVD (que solo funciona cuando el coche está parado). Este navegador va asociado a un disco duro de 20 GB donde se puede almacenar música (WMA), fotos (JPEG), guardar mensajes de voz y descargar archivos MP3 a través de una conexión USB. También puede tener conexión bluetooth para el teléfono.